# Thalassa (planeta)
Thalassa es el nombre que recibe un planeta ficticio dentro de la novela de ciencia ficción Cánticos de la lejana Tierra, del escritor británico Arthur C. Clarke. Al imaginar este planeta casi completamente cubierto por agua, el autor decidió bautizarlo con ese nombre ya que en la mitología griega Thalassa (en griego Θάλασσα) era la diosa primordial del mar, siguiendo así la convención de nombrar cuerpos celestes con el nombre de divinidades del mundo clásico.

## Datos generales

### Datos astronómicos
El sistema planetario de Thalassa se encuentra situado a 50 años luz de la Tierra. El planeta posee una atmósfera respirable con una presencia abundante de oxígeno de origen biótico, con formaciones nubosas y además una ionosfera muy densa. La aceleración gravitatoria es de 10,395 m/s², un 6% mayor que la de la Tierra, mientras que la órbita estacionaria se establece a 30.000 km de la superficie del planeta. Thalassa posee dos satélites naturales, cuyos nombres no se proporcionan en el relato, y que no provocan efectos de marea en el océano del planeta.
Respecto a su rotación, su sentido de giro es de oeste a este, al igual que en la Tierra, invirtiendo en este movimiento 29,4325 horas terrestres, mientras que el periodo orbital supone un total de 313,1561 días thalassanos. De esta forma, el día thalassano es un 22% más largo que el día terrestre, mientras que el año thalassano es un 14% más corto, por lo cual el resultado final es que el año thalassano es en términos absolutos un 5% más largo que el terrestre. 
Conocidos estos tres datos (periodo de rotación, aceleración de la gravedad y distancia de la órbita estacionaria), es posible calcular mediante el método de Newton-Raphson el valor de la masa de Thalassa: 2,00 × 1024 kg, un tercio de la masa de la Tierra aproximadamente. También es posible hallar otros valores como el radio del planeta (3.579 km, un poco mayor que el de Marte), su volumen (1,92 × 1020 m³), su superficie (1,61 × 108 km²) y su densidad, que arroja la cifra de 10.396 g/cc, un valor considerable si se tiene en cuenta la densidad terrestre (5.515 g/cc), y similar al de la plata. Esto supondría la presencia en su núcleo de una gran cantidad de elementos muy densos, como oro, osmio, mercurio o uranio.

### Superficie
Como su nombre aventura, Thalassa está casi completamente cubierta por un gran océano de agua dulce, siendo la única área emergida del planeta un pequeño archipiélago volcánico conformado por tres islas principales, denominadas genéricamente Isla Norte, Isla Sur e Isla del Este. Las tres islas cubren una distancia en latitud de 300 km, y una superficie de unos 20.000 km², un 0,012% de la superficie total de Thalassa. 
Las únicas islas habitadas son la rocosa Isla del Norte y la Isla del Sur. La Isla del Este es en realidad un gran volcán de unos 6.000 m de altitud, y es el punto más alto de la superficie de Thalassa. El volcán, denominado Krakan por la población local, aún muestra cierta actividad en el momento de la narración, habiéndose producido una erupción volcánica sólo cuatro siglos antes, y existiendo profundas grietas donde se puede apreciar la lava fluyendo hacia el mar.
El origen del archipiélago sería un punto caliente, situado en el momento que narra la novela al este de la Isla del Este, y que tomaría la forma de un volcán submarino (denominado el Hijo de Krakan) que aún no habría alcanzado a rebasar el nivel del mar, y que se muestra muy activo en el momento de la narración, produciendo fumarolas de vapor de agua e incluso movimientos sísmicos que devienen en tsunamis. A pesar de que no se menciona expresamente, la existencia de placas tectónicas en Thalassa quedaría demostrada de esta forma, al desplazarse la corteza del planeta sobre el mencionado punto caliente, formando así un arco insular similar al que constituyen las islas Hawái en la realidad.

### Climatología
Thalassa es un planeta de clima templado o cálido. La ausencia de continentes hace que las aguas fluyan sin obstáculos por el planeta, razón por la que no existen hielos polares al no haber una masa continental donde pueda almacenarse el hielo, o un mar cerrado gélido donde el hielo pueda quedar confinado. El único lugar que posee una climatología particular es el monte Krakan, donde reina un clima de montaña debido a su gran altitud, con frecuentes borrascas y nevadas.

### Biología
Existen formas de vida autóctonas en el planeta, que podrían clasificarse en el reino vegetal o en el animal. Las formas de vida vegetales son fundamentalmente oceánicas, existiendo al menos dos tipos de algas pluricelulares: una especie similar al Sargassum, que flota a la deriva formando grandes extensiones vegetales que reciben el nombre de Gran Pradera Oriental, y que constituye la fuente principal del oxígeno atmosférico; y una segunda especie, catalogada dentro del género Macrocystis con el nombre Macrocystis thalassi, que precisa de un fondo rocoso al que adherir sus raíces, con largos y delgados tallos sostenidos por vejigas llenas de gases que les proporcionan consistencia. Estos tallos pueden llegar a alcanzar los 250 metros de longitud desde el fondo marino hasta la superficie, donde se ramifican formando una capa de hojas de hasta 10 metros de espesor, creando así formaciones similares a bosques submarinos.
También existen incipientes formas de vida vegetales que abandonaron el ambiente oceánico para colonizar la exigua superficie terrestre pocos millones de años atrás. De esta forma, existirían especies muy similares a las primeras plantas vasculares terrestres que surgieron en el Devónico, contándose entre ellas helechos y otras formas arbóreas con escasas ramas, todas ellas plantas gimnospermas. 
En cuanto al reino animal, las únicas criaturas autóctonas del planeta mencionadas en el relato subsisten en el ambiente acuático: son especies con forma de "discos giratorios, gelatinas palpitantes, ondeantes alfombras y espirales..." Se trataría de especies animales muy primarias, similares a las formas de vida primitivas documentadas en el Precámbrico de la historia terrestre. Existirían no obstante organismos más complejos, como un invertebrado colonial, similar a una medusa del filo Cnidaria, de hasta 10 metros de tamaño y un pez de gran tamaño de enormes mandíbulas y propio de grandes profundidades.
La colonización humana introdujo asimismo nuevas especies para el sustento y el desarrollo de la colonia. De esta forma, existen animales de origen terrestre, mencionándose vacas, caballos, monos, atunes, truchas, salmones, además de plantas como robles, melocotoneros, palmeras, cocoteros y vides. Se incide especialmente en la ausencia de gaviotas y de reptiles.

#### Escorpios
Las formas animales autóctonas más singulares de Thalassa son los escorpios, como son denominados por los thalassanos. Son criaturas acuáticas similares a un crustáceo similar a las langostas, de hasta 4 metros de longitud, con un exoesqueleto articulado e irisado, seis patas bajas y alargadas, y un par de pinzas de casi un metro de longitud. En la cabeza poseen dos pares de ojos, uno mayor para momentos de escasa luz, y otro menor que utilizan de día mientras mantienen el otro par cerrado. También destaca una serie de papilas dispuestas alrededor de la boca en forma de pico, concebidas para manipular alimentos, aunque también son utilizadas para manipular objetos a modo de dedos humanos. Su alimentación consiste en ambos géneros de algas, y solo el mencionado pez abisal y la medusa gigante serían sus únicos depredadores.
Los escorpios se organizan en comunidades jerarquizadas socialmente, mostrando un inusitado interés por el metal que sustraen a los humanos, que llegan a almacenar y manipular para fabricar, por ejemplo, distintivos de rango que utilizan en sus pinzas, lo cual indica un cierto nivel de inteligencia. También utilizan los tallos de las algas Macrocystis, que cultivan en hileras como una plantación, para manufacturar cestas y redes. Su nivel de civilización sería comparable a la Edad de Piedra en la Tierra, aunque la inevitable carencia del fuego en su ambiente marino les imposibilitaría para desarrollar más su civilización. El interés por el metal sería la causa por la que, como cuenta el relato finalmente, decidieran explorar el archipiélago, con escasa fortuna debido a sus más avanzados y prevenidos vecinos humanos.

## Historia
A principios del siglo XX, el problema de los neutrinos solares (la incomprensible ausencia en las mediciones de dos tercios de los neutrinos solares estimados) fue interpretado como una prueba irrefutable de que el destino del Sol era explotar como una supernova que destruiría todo el Sistema Solar. De esta forma, comenzó un programa de colonización de otros mundos para perpetuar la especie humana, primero mediante la colonización espacial embrionaria que precisaría de naves con embriones humanos criogenizados, y posteriormente mediante "naves sembradoras", que utilizaba el código genético almacenado en sus bancos de memoria y los elementos obtenidos en los propios planetas a colonizar para generar los embriones in situ, reduciendo así la carga.
Thalassa fue una de estas colonias, establecida mediante una nave sembradora de cincuenta mil unidades Mark 3A, que partió de la Tierra en 2751 y llegó a Thalassa en 3109, viajando por tanto a unos 42.000 km/s, un séptimo de la velocidad de la luz aproximadamente. Las primeras transmisiones de la nueva colonia se recibieron en la Tierra 160 años más tarde, en el 3269, lo que supone un tiempo de 110 años desde el momento en que surgió la colonia hasta la construcción en el monte Krakan de una antena necesaria para poder emitir un mensaje de radio, que tardaría 50 años en llegar a la Tierra.